# Пелевино (Ивановская область)
Пелевино — деревня в Юрьевецком районе Ивановской области, входит в состав Елнатского сельского поселения. 

## География
Расположено в 7 км на восток от центра поселения села Елнать и в 10 км на запад от районного центра города Юрьевец.

## История
Ранее называлась Звягино. В XIX — первой четверти XX века деревня входила в состав Мордвиновской волости Юрьевецкого уезда Костромской губернии, с 1918 года — Иваново-Вознесенской губернии.
С 1929 года деревня входила в состав Лазаревского сельсовета Юрьевецкого района Ивановской области, с 1974 года — центр Пелевинского сельсовета, с 2005 года — центр Пелевинского сельского поселения, с 2015 года — в составе Елнатского сельского поселения.
До 2017 года в деревне действовала Пелевинская начальная общеобразовательная школа.

## Население
| 1872 | 1897 | 1907 | 2002 | 2010 |
| ---- | ---- | ---- | ---- | ---- |
| 40   | ↘35  | ↗36  | ↗353 | ↘320 |

## Инфраструктура
В деревне имеются МФЦ, клуб, фельдшерско-акушерский пункт, отделение почтовой связи.
В 2021 году установлена тренажерная беседка с уличными тренажерами.